# Zuch
Zuch is een historisch Pools merk dat in 1938 en 1939 motorfietsen produceerde.